# 円通寺 (京都市左京区)

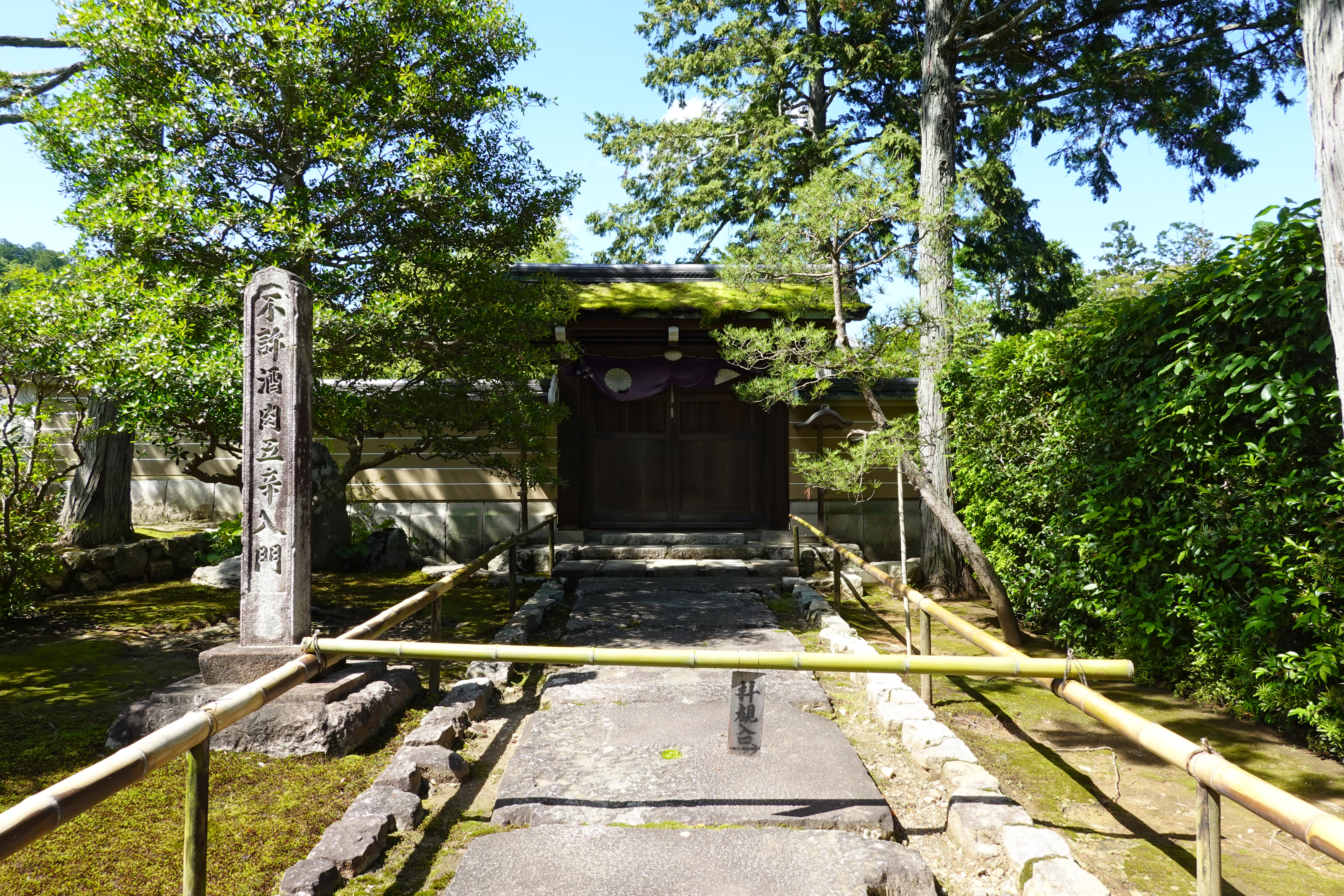
勅使門

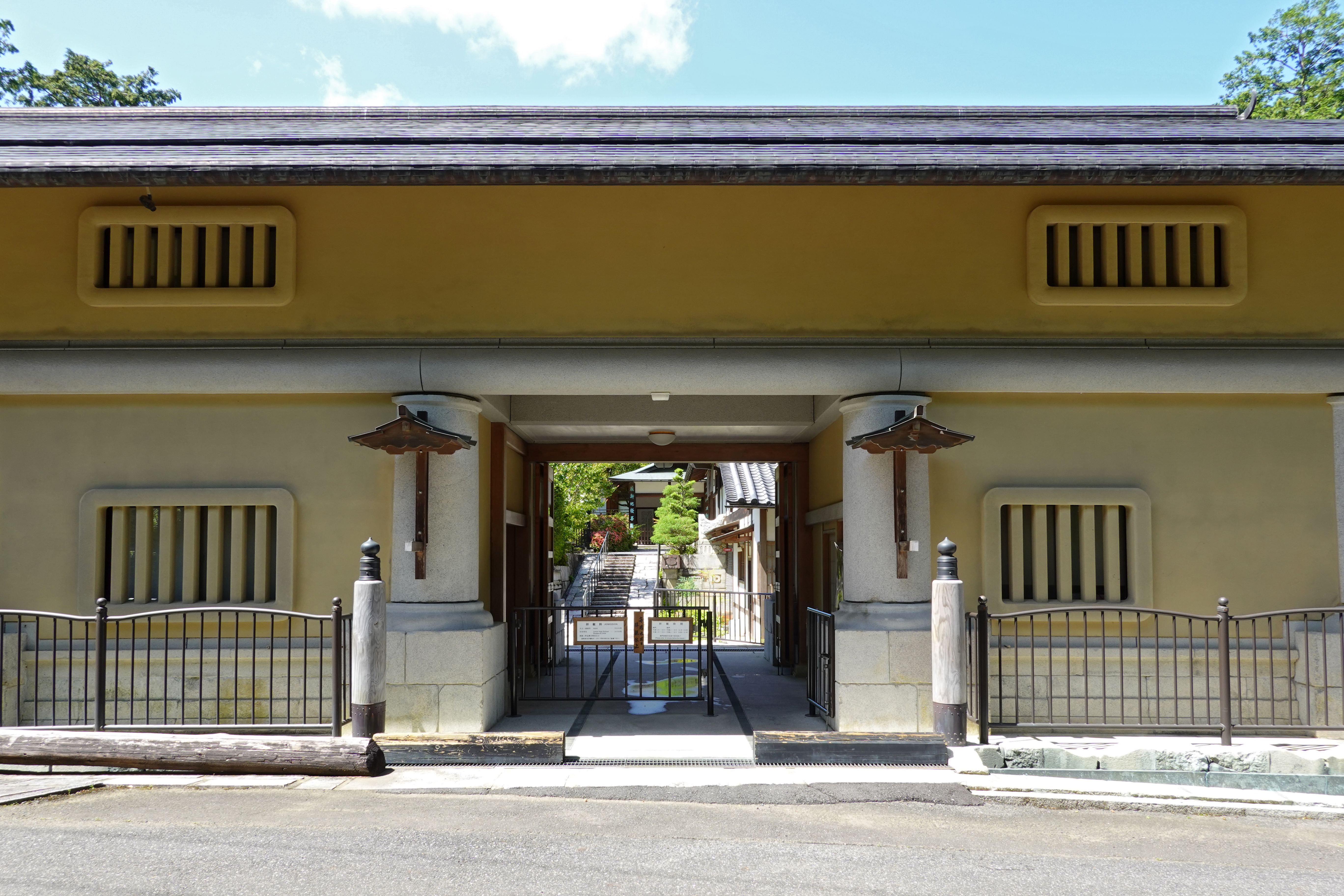
山門「天寿洞」

圓通寺（えんつうじ）は、京都市左京区岩倉幡枝町にある臨済宗妙心寺派の寺院。山号は大悲山。本尊は聖観音。圓通寺庭園（国の名勝）で知られる。

## 歴史
元は後水尾天皇が寛永16年（1639年）に造営した山荘幡枝離宮（幡枝御殿、幡枝山荘）であり、後述する枯山水庭園もその頃に造営されたものである。修学院離宮の造営に伴い、幡枝離宮は近衛家に譲渡された。その後、延宝6年（1678年）に霊元天皇の乳母であった圓光院文英尼が開基となって臨済宗妙心寺派の禅寺に改め、妙心寺10世の景川宗隆を勧請開山とした。その際、後水尾上皇より「圓通」の勅額を賜っている。延宝8年（1680年）に皇室の勅願所となっている。

## 庭園
枯山水式の庭園で国の名勝に指定されている。苔を主体に刈込みと石を配し、大小40余りの庭石は後水尾上皇が自ら配したといわれる。また、刈込みと立木の背後に望む比叡山を借景としている。客殿の奥から見る場合は額縁庭園ともなる。上皇は最も比叡山の眺望に優れた地を求めて、この幡枝に山荘を設けたといわれている。春には皐月、秋には紅葉が庭園を彩っている。
とりわけ、この円通寺庭園は借景の美しさで名高い。そのため高層マンション建築など急速に進む都市開発は、貴重な借景を壊してしまう懸念材料になると危惧されていた。そこで、京都市は円通寺庭園など借景を保護するための眺望条例（正式名称は京都市眺望景観創生条例）を制定することとした。円通寺は同条例の対象地となり、周辺区域では高さだけでなく屋根の形式なども制限されるようになった。

## 境内
- 方丈 - 本堂。本尊の聖観音は伝・定朝作とされる。
- 客殿（御幸御殿） - 東福門院御所から移築。
- 庭園（国指定名勝） - 枯山水庭園。解説は既述。
- 庫裏
- 観音堂（潮音堂） - 不空羂索観音を祀る。
- 鐘楼
- 池
- 弁天堂
- 山門「天寿洞」 - 2015年（平成27年）再建。

## 文化財

### 重要文化財
- 霊元天皇宸翰消息

### 国指定名勝
- 円通寺庭園

## 所在地
京都府京都市左京区岩倉幡枝町389

## アクセス
- 鉄道
  - 叡山電車鞍馬線 京都精華大前駅下車徒歩25分
  - 京都市営地下鉄烏丸線「北山駅」下車徒歩約30分（途中に急坂の峠あり）
- バス
  - 地下鉄「国際会館駅」又は「北大路駅」から京都バス45・46系統（1時間に1本程度）「自動車教習所前」（「幡枝くるすの公園前」バス停よりも少し近い）下車徒歩10分。
  - 地下鉄「国際会館駅」から京都バス48・特40系統「西幡枝（円通寺前）」下車徒歩3分。